# Франк Флечър
Адмирал Франк Джак Флечър е американски морски офицер, който изиграва ключова роля в ранните битки при Втората световна война в Тихия океан. Родом от Айова, той получава медал за чест за действията си по време на окупацията на Веракрус. Въпреки че няма опит с превозвачите, Флечър насочва съюзническите сили в битката при Коралово море през май 1942 г. и в битката при Мидуей месец по-късно. През август той наблюдава нахлуването в Гуадалканал и е критикуван за изтеглянето на корабите си, оставяйки морските пехотинци на брега незащитени и недостатъчно снабдени. По-късно Флечър командва съюзническите сили в северния Тихи океан в последните години на конфликта.

## Биография
Родом от Маршалтаун, щата Джорджия, Франк Джак Флечър е роден на 29 април 1885 г. Племенник на морски офицер, Флечър избира да продължи подобна кариера. Назначен е във Военноморската академия на САЩ през 1902 г., като негови съученици са Реймънд Спрюънс, Джон Маккейн старши и Хенри Кент Хюит. Завършвайки академията на 12 февруари 1906 г., той се оказва над средностатистическия студент и се класира на 26-о място във випуск от 116. Отпътувайки от Анаполис, Флечър служи две години в морето, които са необходими преди въвеждането в експлоатация.
След като първоначално служи на USS Род Айлънд (BB-17), по-късно той се премества на борда на USS Охайо (BB-12). През септември 1907 г. Флечър е прехвърлен на въоръжената яхта USS орел. Докато е на борда, той получава комисионната си като пратеник през февруари 1908 г. По-късно е назначен на USS Франклин, приемащият кораб в Норфолк, където Флечър надзирава новобранци на служба в Тихоокеанския флот. Пътувайки с този контингент на борда на USS Тенеси (ACR-10), той пристига в провинция Кавит на Филипините през есента на 1909 година. Същата година през ноември Флечър е назначен в унищожителя USS Чонси.

## Военна кариера

### Операция „Веракрус“
Служейки с азиатската флотилия на торпеда, Флечър поема командването на унищожителя USS долина през април 1910 г. Като командир на кораба той довежда до най-високото класиране сред разрушителите на ВМС на САЩ по време на бойната практика тази пролет, както и поиска трофея на артилерията. Оставайки в Далечния Изток, по-късно той става капитан на Чонси през 1912 г. През декември същата година Флечър се завръща в Съединените щати, като бива прехвърлен на борда на новия боен кораб USS Флорида (BB-30). Докато е на кораба, той участва в операция „Веракрус“, която започва през април 1914 г.
Като част от военноморските сили, предвождани от чичо му, контраадмирал Франк Петък Флечър, той е поставен в командването на чартърния параход Есперанса и успешно спасява 350 бежанци, докато са под обстрел. По-късно в кампанията Флечър извежда немалко чуждестранни граждани от вътрешността с влак след сложна поредица от преговори с местните мексикански власти. Печелейки официална похвала за усилията си, той по-късно е надграден с Медала за чест през 1915 г. През юли Флечър бива „откачен“ от екипажа на Флорида, за да поеме командването на Атлантическия флот.

### Първата световна война
Оставайки с чичо си до септември 1915 г., тогава Флечър заминава, за да поеме задача в Анаполис. С влизането на американците в Първата световна война през април 1917 г. той става офицер на артилерията на борда на USS Kearsarge (BB-5). Прехвърлен през септември, Флечър, сега лейтенант командир, за кратко командва USS Маргарет преди да отплава за Европа. Пристигайки през февруари 1918 г., той поема командването на разрушителя USS Алън, преди да премине към USS Benham. Тъй като командва Benham през по-голямата част от годината, Флечър получава военноморския кръст за действията си по време на дежурния конвой в Северния Атлантически океан. Заминавайки през тази есен, той пътува до Сан Франциско, където надзирава изграждането на кораби за ВМС на САЩ в Union Iron Works.

### Междувоенни години
След командироване във Вашингтон, Флечър се завръща в морето през 1922 г. с поредица от задачи на Азиатската станция. Те включват командването на унищожителя USS Уипъл последван от канонерската лодка USS Сакраменто и танкера USS Rainbow. В този последен плавателен съд Флечър също надзирава базата на подводниците в Кавит, Филипини. Поръчан вкъщи през 1925 г., той получава дежурство във Вашингтонския военноморски двор, преди да се присъедини към USS Колорадо (BB-45) като изпълнителен директор през 1927 г. След две години дежурства на борда на бойния кораб, Флечър е избран да присъства на колежа за военноморските сили на САЩ в Нюпорт, щата Р.И.
Завършвайки, той търси допълнително образование във Военния колеж на армията на САЩ, преди да приеме назначаване като началник на щаба на главнокомандващия, Азиатския флот на САЩ през август 1931 г. След като служи като началник на щаба на адмирал Монтгомъри М. Тейлър за две години с чин капитан, Флечър придобива ранен поглед върху японските военноморски операции след нахлуването им в Манджурия. Повикан обратно във Вашингтон след две години, той заема пост в Службата на началника на военноморските операции. Това е последвано от дежурство като помощник на секретаря на ВМС Клод А. Суонсън.
През юни 1936 г. Флечър поема командването на линейния кораб USS Ню Мексико (BB-40). Плаващ като флагман на 3-ти боен кораб, той поддържа репутацията на кораба на елитен военен кораб. В това му помага бъдещият баща на ядрения флот, лейтенант Химан Г. Риковер, който е асистент инженер на Ню Мексико.
Флечър остава с кораба до декември 1937 г., когато заминава за дежурство във военноморския департамент. През юни 1938 г. става помощник-началник на Бюрото за навигация, а следващата година Флечър е повишен да застъпва адмирал. Повикан на Тихоокеанския флот на САЩ в края на 1939 г., той първо командва Крейсерска дивизия Трета, а по-късно Крейсерска дивизия Шеста. Докато Флечър е на последния пост, японците нападат Пърл Харбър на 7 декември 1941 г.

### Втората световна война
С влизането на САЩ в Втората световна война, Флечър получава заповеди да вземе Целева група 11, съсредоточена върху превозвача USS Саратога (CV-3) за облекчаване на остров Уейк, който е под атака от японците. Придвижвайки се към острова, Флечър е предупреден за опасност на 22 декември, когато лидерите получават съобщения за двама японски превозвачи, които оперират в района. Макар да е командир на повърхността, Флечър поема командването на 17-ата група на 1 януари 1942 г. Като командир на превозвача USS Йорктаун (CV-5), той научава въздушните операции в морето, докато си сътрудничи с вицеадмирал Уилям Холси. Целева група 8 е монтирана за нападения срещу Гилбъртовите и Маршаловите острови през февруари. Месец по-късно Флечър служи като втори в командването на вицеадмирал Уилсън Браун по време на операциите срещу Саламауа и Лае в Нова Гвинея.

### Битката при Коралово море
След като японските сили заплашват Порт Морсби, Нова Гвинея в началото на май, Флечър получава заповеди от главнокомандващия Тихоокеанския флот на САЩ Адмирал Честър Нимиц да пресече врага. Подкрепен от авиационния експерт контраадмирал Обри Фич и USS Лексингтън (CV-2), той премества силите си в Коралово море. След като извършва въздушни удари срещу японските сили върху Тулаги на 4 май, Флечър получава съобщение, че японският флот приближава.
Въпреки че въздушните издирвания не успяват да намерят противника на следващия ден, усилията на 7 май се оказват по-успешни. След започването на битката при коралово море, Флечър с помощта на Фич нанасят удари, които успяват да потопят носача Shoho. На следващия ден американските самолети повреждат лошо превозвача Shokaku, но японските сили успяват да потопят американския Лексингтън и опасния Йорктаун. Победени, японците се оттеглят след битката, давайки на съюзниците ключова стратегическа победа.

### Битката при Мидуей
Принуден да се върне в Пърл Харбър, за да направи ремонт на Йорктаун, Флечър е за кратко на пристанището, преди да бъде изпратен от Нимиц, за да наблюдава защитата на Мидуей. Плавайки, той се присъединява към специалната група 16 на Spruance, която притежава превозвачите USS начинание (CV-6) и USS Стършел (CV-8). Служейки като старши командир в Битката при Мидуей, Флечър нанася удари срещу японския флот на 4 юни.
Първоначалните атаки потопяват превозвачите Akagi, Soryu, и Кага. В отговор, японският превозвач Hiryu стартира две нападения срещу Йорктаун, преди да бъде потопен от американски самолети. Японските атаки успяват да повредят превозвача и принуждават Флечър да прехвърли флага си на тежкия крайцер USS Astoria. Въпреки че Йорктаун по-късно е изгубен при атака на подводница, битката се оказва ключова победа за съюзниците и се оказва повратна точка във войната в Тихия океан.

### Битката при Соломоновите острови
На 15 юли Флечър е повишен във вицеадмирал. Нимиц се опитва да издейства това през май и юни, но му е отказано от Вашингтон, тъй като някои възприемат действията на Флечър в Коралово море и Мидуей като прекалено предпазливи. Опровержението на Флечър срещу тези твърдения е, че той се опитва да запази оскъдните ресурси на ВМС на САЩ в Тихия океан след Пърл Харбър. Получавайки команда на оперативната група 61, Нимиц насочва Флечър да наблюдава нахлуването в Гуадалканал на Соломоновите острови.
Кацайки на 1-ва морска дивизия на 7 август, самолетоносачът му осигурява прикритие от японските сухопътни изтребители и бомбардировачи. Загрижен за загубите на гориво и самолети, Флечър избира да изтегли своите превозвачи от зоната на 8 август. Този ход се оказва противоречив, той принуждава транспортирането на амфибиите да се оттегли, преди да кацне голяма част от запасите и артилерията на 1-ва морска дивизия.
Флечър обосновава решението си въз основа на необходимостта да се защитят превозвачите за използване срещу техните японски нападатели. Оставени на открито, морските пехотинци на брега са подложени на нощни обстрели от японски военноморски сили, без да имат достатъчно запаси. Докато морските пехотинци утвърждават позицията си, японците започват да планират контранастъпление за възстановяване на острова. Наблюдаван от адмирал Изороку Ямамото, Имперският японски флот започва операция Ка в края на август.
Той призовава три японски превозвачи, водени от вицеадмирал Чуичи Нагумо, да елиминират корабите на Флечър, които са позволили на повърхностните сили да разчистят района около Гуадалканал. При тази операция голям конвой ще продължи към острова. Сблъсквайки се в битката при Източните Соломони на 24 – 25 август, Флечър успява да потопи светлинния носител Ryujo, но имаше начинание силно повреден. Макар и до голяма степен неубедителна, битката принуждава японския конвой да се обърне, като ги кара да доставят доставки до Гуадалканал чрез разрушител или подводница.

### По-късна война
След действията при Източните Соломонови острови, началникът на военноморските операции адмирал Ернест Дж. Кинг остро критикува Флечър, че не преследва японските сили след битката. Седмица след годежа, флагманът на Fletcher, Саратога е била торпирана от I-26. Претърпените щети принуждават превозвача да се върне в Пърл Харбър. Пристигайки изтощен, Флечър излиза в отпуск.
На 18 ноември той поема командването на 13-и морски окръг и Северозападна морска граница със седалището си в Сиатъл. На тази длъжност за остатъка от войната Флечър също става командир на границата на Аляска море през април 1944 г. Изтласквайки кораби през Северния Тихи океан, той извършва атаки над Курилските острови. С края на войната през септември 1945 г. силите на Флетчър окупират северна Япония.
Връщайки се в САЩ по-късно същата година, Флечър се присъединява към Генералния съвет на Военноморския департамент на 17 декември. По-късно председателства борда, като се оттегля от активно дежурство на 1 май 1947 г. Издигнат в ранг адмирал при напускане на службата, Флечър се оттегля в Мериленд. Умира на 25 април 1973 г. и е погребан в Националното гробище в Арлингтън.